# Fédération cheval suisse

Logo de la fédération.

La fédération cheval suisse est une fédération dédiée, comme son nom l'indique, à la promotion de l'utilisation du cheval en Suisse, en particulier pour les sports équestres. Elle se nommait autrefois  Suisse – chevaux de sport et de selle. Sa création officielle remonte à 2010 . La même année, elle est reconnue par l'office fédéral de l'agriculture (OFAG) et deux ans plus tard, par la World breeding federation for sport horses.

## Missions
La FCS a pour but de promouvoir l'élevage du cheval de sport en Suisse, de manière « économique et rentable », pour cela elle met à disposition les différents stud-books de chevaux de sport, attribue des distinctions, suit les lignées maternelles et donne des primes aux meilleurs poulains.